# Cybulin (województwo zachodniopomorskie)
Cybulin – osada popegeerowska w Polsce położona w województwie zachodniopomorskim, w powiecie szczecineckim, w gminie Biały Bór nad jeziorem Bobięcińskim Wielkim. 
W latach 1975–1998 wieś należała do woj. koszalińskiego.